# Rolex Paris Masters 2018
Rolex Paris Masters 2018 byl profesionální tenisový turnaj mužů, hraný jako součást okruhu ATP World Tour, v komplexu arény Bercy na krytých dvorcích s tvrdým povrchem. Probíhal mezi 29. říjnem až 4. listopadem 2018 ve francouzské metropoli Paříži jako čtyřicátý sedmý ročník. Generálním sponzorem se podruhé stala švýcarská hodinářská firma Rolex.
Turnaj se po grandslamu a ATP Finals řadil do třetí nejvyšší kategorie okruhu, ATP World Tour Masters 1000. Představoval závěrečnou událost této devítidílné série, když na ni bezprostředně navazuje londýnský Turnaj mistrů. Dotace pařížské akce činila 5 444 985 eur.
Nejvýše nasazeným hráčem ve dvouhře se po odstoupení Nadala stal druhý tenista světa Novak Djoković ze Srbska, jenž odešel jako poražený finalista. Po skončení turnaje se vrátil na pozici světové jedničky. Jako poslední přímý účastník do hlavní singlové soutěže nastoupil maďarský 43. hráč žebříčku Márton Fucsovics, který ve druhém kole odstoupil.
Čtvrtý singlový titul na okruhu ATP Tour a první v sérii Masters vybojoval 22letý Rus Karen Chačanov, který se posunul na nové kariérní maximum, 11. příčku. Premiérovou společnou trofej ue čtyřhry túry ATP si odvezla španělsko-americká dvojice Marcel Granollers a Rajeev Ram.

## Distribuce bodů a finančních odměn

### Distribuce bodů
| Soutěž  | vítězové | finalisté | semifinalisté | čtvrtfinalisté | 16 v kole | 32 v kole | 64 v kole | Q  | Q2 | Q1 |
| ------- | -------- | --------- | ------------- | -------------- | --------- | --------- | --------- | -- | -- | -- |
| dvouhra | 1000     | 600       | 360           | 180            | 90        | 45        | 10        | 25 | 16 | 0  |
| čtyřhra | 1000     | 600       | 360           | 180            | 90        | 0         | —         | —  | —  | —  |

### Finanční odměny
| Soutěž                                | vítězové | finalisté | semifinalisté | čtvrtfinalisté | 16 v kole | 32 v kole | 64 v kole | Q2     | Q1     |
| ------------------------------------- | -------- | --------- | ------------- | -------------- | --------- | --------- | --------- | ------ | ------ |
| dvouhra                               | €973 480 | €477 315  | €240 235      | €122 160       | €63 435   | €33 445   | €18 060   | €4 000 | €2 035 |
| čtyřhra                               | €289 670 | €141 820  | €71 130       | €36 510        | €18 870   | €9 960    | —         | —      | —      |
| ve čtyřhře jsou částky uváděny na pár |          |           |               |                |           |           |           |        |        |

## Dvouhra

### Nasazení hráčů
| Země                          | Hráč               | ATP | Nasazení |
| ----------------------------- | ------------------ | --- | -------- |
| Španělsko                     | Rafael Nadal       | 1.  | 1.       |
| Srbsko                        | Novak Djoković     | 2.  | 2.       |
| Švýcarsko                     | Roger Federer      | 3.  | 3.       |
| Německo                       | Alexander Zverev   | 5.  | 4.       |
| Chorvatsko                    | Marin Čilić        | 7.  | 5.       |
| Rakousko                      | Dominic Thiem      | 8.  | 6.       |
| Jižní Afrika                  | Kevin Anderson     | 6.  | 7.       |
| USA                           | John Isner         | 9.  | 8.       |
| Bulharsko                     | Grigor Dimitrov    | 10. | 9.       |
| Japonsko                      | Kei Nišikori       | 11. | 10.      |
| Chorvatsko                    | Borna Ćorić        | 13. | 11.      |
| Spojené království            | Kyle Edmund        | 15. | 12.      |
| Itálie                        | Fabio Fognini      | 14. | 13.      |
| Řecko                         | Stefanos Tsitsipas | 16. | 14.      |
| Argentina                     | Diego Schwartzman  | 19. | 15.      |
| USA                           | Jack Sock          | 23. | 16.      |
| Žebříček ATP k 22. říjnu 2018 |                    |     |          |

### Jiné formy účasti na turnaji
Následující hráči obdrželi divokou kartu do hlavní soutěže:
- Pierre-Hugues Herbert
- Ugo Humbert
- Jo-Wilfried Tsonga

Následující hráč obdržel do dvouhry zvláštní výjimku:
- Michail Kukuškin[1]

Následující hráči postoupili z kvalifikace:
- Peter Gojowczyk
- Robin Haase
- Feliciano López
- Nicolas Mahut
- Benoît Paire
- João Sousa

Následující hráči postoupili z kvalifikace jako tzv. šťastní poražení:
- Matthew Ebden
- Malek Džazírí

### Odhlášení
před začátkem turnaje
- Čong Hjon (poranění pravé nohy)[1] → nahradil jej  Jérémy Chardy
- Juan Martín del Potro → nahradil jej  Márton Fucsovics
- Kyle Edmund (poranění kolena)[1] → nahradil jej  Matthew Ebden
- David Goffin → nahradil jej  Gilles Simon
- Nick Kyrgios → nahradil jej  Frances Tiafoe
- Rafael Nadal (poranění břicha)[1] → nahradil jej  Malek Džazírí

v průběhu turnaje
- Márton Fucsovics (poranění kyčle)[1]
- Milos Raonic (poranění lokte)[1]

### Skrečování
- Matthew Ebden (nemoc)
- John Millman (poranění zad)

## Čtyřhra

### Nasazení párů
| Země                                                                     | Hráč                  | Země        | Hráč          | ATP | Nasazení |
| ------------------------------------------------------------------------ | --------------------- | ----------- | ------------- | --- | -------- |
| Rakousko                                                                 | Oliver Marach         | Chorvatsko  | Mate Pavić    | 5.  | 1.       |
| USA                                                                      | Mike Bryan            | USA         | Jack Sock     | 7.  | 2.       |
| Polsko                                                                   | Łukasz Kubot          | Brazílie    | Marcelo Melo  | 8.  | 3.       |
| Kolumbie                                                                 | Juan Sebastián Cabal  | Kolumbie    | Robert Farah  | 14. | 4.       |
| Spojené království                                                       | Jamie Murray          | Brazílie    | Bruno Soares  | 18. | 5.       |
| Jižní Afrika                                                             | Raven Klaasen         | Nový Zéland | Michael Venus | 30. | 6.       |
| Finsko                                                                   | Henri Kontinen        | Austrálie   | John Peers    | 31. | 7.       |
| Francie                                                                  | Pierre-Hugues Herbert | Francie     | Nicolas Mahut | 32. | 8.       |
| Žebříček ATP k 22. říjnu 2018; číslo je součtem umístění obou členů páru |                       |             |               |     |          |

### Jiné formy účasti
Následující páry obdržely divokou kartu do hlavní soutěže:
- Grégoire Barrère /  Adrian Mannarino
- Julien Benneteau /  Lucas Pouille

Následující pár nastoupil do čtyřhry z pozice náhradníka:
- Diviž Šaran /  Artem Sitak

### Odhlášení
před začátkem turnaje
- Daniil Medveděv

## Přehled finále

### Mužská dvouhra
- Karen Chačanov vs.  Novak Djoković, 7–5, 6–4

### Mužská čtyřhra
- Marcel Granollers /  Rajeev Ram vs.   Jean-Julien Rojer /  Horia Tecău, 6–4, 6–4